# Дивное (станция)
Дивное — железнодорожная станция Минераловодского региона Северо-Кавказской железной дороги, находящаяся в селе Дивное Ставропольского края на основной линии Светлоград — Элиста .

## История
В 1911 году министерством финансов Российской империи был одобрен проект строительства железной дороги Туапсе — Армавир — Ставрополь — Дивное — Астрахань — Гурьев — Акмолинск — Орск — Кустанай — Курган. Дорога должна была быть полностью построена к 1937 году. В 1912 году акционерное общество инженера Перцева получило разрешение на строительство участка Армавир — Ставрополь — Петровское с ответвлениями до Дивного и Благодатного. До революции её успели дотянуть только до Петровского (Светлоград), затем темпы строительства снизились. Введена в эксплуатацию в 1930 году в составе пускового участка Винодельное — Дивное. До 1967 года являлась конечной.